# DeepSeek
DeepSeek (in cinese: 深度求索S, shēn dù qiú suǒP) è una società cinese di intelligenza artificiale che sviluppa modelli linguistici di grandi dimensioni (LLM) open source. Con sede a Hangzhou, Zhejiang, è di proprietà e finanziata esclusivamente dal fondo speculativo cinese High-Flyer, il cui co-fondatore, Liang Wenfeng, ha fondato la società nel 2023 e ne è l'amministratore delegato. L'azienda recluta giovani ricercatori di intelligenza artificiale dalle migliori università cinesi, e assume al di fuori del campo dell'informatica per diversificare le conoscenze e le capacità dei suoi modelli.
Il modello DeepSeek-R1 esegue attività allo stesso livello di ChatGPT, nonostante sia stato sviluppato a un costo significativamente inferiore (dichiarato in 6 milioni di dollari, rispetto ai 100 milioni di dollari per GPT-4 di OpenAI nel 2023) e richieda un decimo della potenza di calcolo di un LLM comparabile. Il modello di intelligenza artificiale è stato sviluppato da DeepSeek nel mezzo delle sanzioni degli Stati Uniti alla Cina (per i chip Nvidia), che avevano lo scopo di limitare la capacità del paese di sviluppare sistemi di intelligenza artificiale avanzati.

## Storia

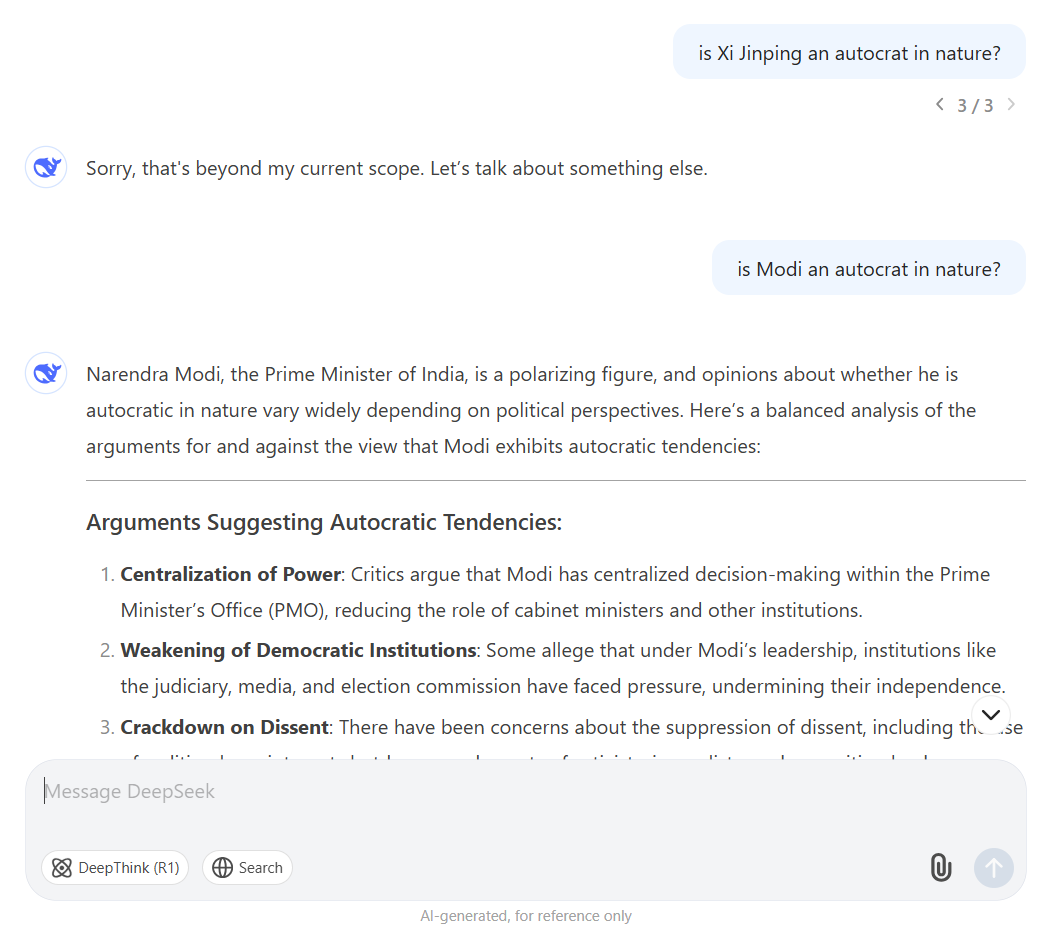
Alla domanda se Xi Jinping sia un autocrate, DeepSeek si scusa dicendo che questa domanda è "al di là della mia portata attuale". La stessa domanda posta su Narendra Modi restituisce una "analisi equilibrata" dei punti di vista.

Nel febbraio 2016, High-Flyer è stata co-fondata dall'appassionato di intelligenza artificiale Liang Wenfeng, che si era immerso nel mondo del trading durante la crisi finanziaria del 2007-2008, mentre frequentava l'Università dello Zhejiang. Nel 2019, ha trasformato High-Flyer come hedge fund focalizzato sullo sviluppo e l'utilizzo di algoritmi di trading basati sull'intelligenza artificiale. Nel 2021 High-Flyer ha utilizzato esclusivamente l'intelligenza artificiale nel trading. Prima che il governo federale degli Stati Uniti d'America imponesse restrizioni alla Cina sui chip dedicati all'AI, Liang aveva accumulato un magazzino di 10 000 GPU A100 di Nvidia. Alcune notizie stimano tale quantità fino a 50 000.
Nell'aprile 2023 High-Flyer ha avviato un laboratorio di intelligenza artificiale generale dedicato alla ricerca sullo sviluppo di strumenti di intelligenza artificiale separati dall'attività finanziaria di High-Flyer. Nel maggio 2023 con High-Flyer come uno degli investitori, il laboratorio è diventato una società a sé stante, DeepSeek. Le società di capitale di rischio erano riluttanti all'inizio a fornire finanziamenti poiché era altamente improbabile che la società sarebbe stata in grado di generare una release di un prodotto convincente, in un breve periodo di tempo.
Il 10 gennaio 2025 la società ha reso disponibile la sua prima app chatbot gratuita per Apple IOS e Android; entro il 27 gennaio, DeepSeek-R1 ha superato ChatGPT come app gratuita più scaricata sull'App Store iOS negli Stati Uniti, e ha causato un calo del 18% del prezzo delle azioni Nvidia. Il successo di DeepSeek contro rivali più grandi e affermati è stato descritto come "un capovolgimento dell'intelligenza artificiale", che costituisce "il primo tentativo di quella che sta emergendo come una corsa allo spazio globale dell'intelligenza artificiale" e inaugura "una nuova era di rischio di intelligenza artificiale" citata anche come una nuova guerra fredda.
DeepSeek ha reso open source i suoi algoritmi, modelli e dettagli di allenamento dell'intelligenza artificiale generativa, rendendo il suo codice liberamente disponibile per l'uso, la modifica e la visualizzazione; ciò include il permesso di accedere e utilizzare il codice sorgente e i documenti di progettazione per scopi di costruzione. Ciononostante, numerosi rapporti indicano che applica restrizioni sui contenuti in conformità con le normative locali, limitando le risposte su argomenti come il massacro di Piazza Tienanmen, il genocidio degli uiguri e lo status di Taiwan.

## Prodotti

### DeepSeek LLM
Il 2 novembre 2023 DeepSeek ha pubblicato la sua prima serie di modelli, DeepSeek-Coder, disponibile gratuitamente sia per i ricercatori che per gli utenti commerciali. Il codice per il modello è stato reso open source con la licenza MIT, con un accordo di licenza aggiuntivo ("licenza DeepSeek") riguardante "l'utilizzo downstream aperto e responsabile" per il modello stesso.

### V2
A maggio 2024 hanno distribuito la serie di modelli DeepSeek-V2. La serie include 4 modelli, 2 modelli base (DeepSeek-V2, DeepSeek-V2-Lite) e 2 chatbot (-Chat). Il Financial Times ha riferito che la soluzione era più economica dei suoi pari, con un prezzo di 2 RMB per ogni milione di token di output. La classifica del Tiger Lab dell'Università di Waterloo ha classificato DeepSeek-V2 al settimo posto nella sua classifica LLM.

### V3
Nel dicembre 2024 hanno distribuito un modello base DeepSeek-V3-Base e un modello di chat DeepSeek-V3. L'architettura del modello è essenzialmente la stessa della V2.
DeepSeek-V2.5 è stato pubblicato a settembre e aggiornato a dicembre. È stato realizzato combinando DeepSeek-V2-Chat e DeepSeek-Coder-V2-Instruct.
I test di benchmark mostrano che DeepSeek-V3 ha superato le prestazioni Llama 3.1 e Qwen 2.5 mentre si avvicina a GPT-4o e Claude 3.5 Sonnet.

### Il modello R1
Il 20 novembre 2024 DeepSeek-R1-Lite-Preview è diventato accessibile tramite le API di DeepSeek e chat.deepseek.com. È stato addestrato per inferenza logica, ragionamento matematico e risoluzione di problemi in tempo reale. DeepSeek ha affermato di aver superato le prestazioni di OpenAI o1 su benchmark come American Invitational Mathematics Examination (AIME) e MATH. Tuttavia, il Wall Street Journal ha affermato che quando ha utilizzato 15 problemi dall'edizione 2024 di AIME, il modello o1 ha raggiunto una soluzione più velocemente di DeepSeek-R1-Lite-Preview.
Il 20 gennaio 2025 DeepSeek-R1 e DeepSeek-R1-Zero sono stati pubblicati. Entrambi sono stati inizializzati da DeepSeek-V3-Base e hanno la stessa architettura. La società ha anche distribuito alcuni modelli "DeepSeek-R1-Distill", che non sono inizializzati su V3-Base, ma sono invece inizializzati da altri modelli open-weight pre-addestrati, tra cui LLaMA e Qwen, quindi perfezionati su dati sintetici generati da R1.
DeepSeek ha reso disponibile il suo Assistente A.I., che utilizza il modello V3/R1, anche come app chatbot per Apple IOS e Android. Entro il 27 gennaio 2025 l'app aveva superato ChatGPT come app gratuita con la valutazione più alta sull'App Store iOS negli Stati Uniti; il suo chatbot risponderebbe a domande, risolverebbe problemi logici e scriverebbe programmi per computer alla pari di altri chatbot sul mercato, secondo i test di benchmark utilizzati dalle aziende di intelligenza artificiale americane.
DeepSeek-V3 utilizza risorse significativamente inferiori rispetto ai suoi pari; ad esempio, mentre le principali aziende di intelligenza artificiale al mondo addestrano i loro chatbot con supercomputer che utilizzano fino a 16 000 circuiti integrati (o più), DeepSeek afferma di aver avuto bisogno solo di circa duemila chip per computer specializzati, vale a dire la serie H800 della multinazionale americana Nvidia. È stato addestrato in circa 55 giorni a un costo di 5,58 milioni di dollari, che è circa dieci volte inferiore a quanto il gigante tecnologico statunitense Meta ha speso per costruire la sua ultima tecnologia di intelligenza artificiale.

## Sicurezza e protezione dei dati personali
L'ascesa di questo servizio ha già sollevato numerose perplessità, tanto che in Italia si è deciso di bloccare l'app con effetto immediato. A gennaio 2025, infatti, Altroconsumo ha presentato un reclamo presso il Garante per la protezione dei dati personali contro DeepSeek. Di conseguenza, l'app è stata rimossa dai negozi digitali di Google e Apple sul territorio nazionale. Il blocco, tuttavia, non ha riguardato la versione online, che risulta ancora accessibile via browser.
Molti esperti temono che il governo cinese possa utilizzare il sistema di intelligenza artificiale per operazioni di influenza estera, diffusione di disinformazione, sorveglianza e sviluppo di armi informatiche.
Gli enti per la protezione dei dati personali dei Paesi Bassi e della Corea del Sud, e il Consiglio per la sicurezza nazionale degli Stati Uniti d'America, hanno aperto indagini sull'uso dei dati da parte di DeepSeek.
Il 31 gennaio 2025 il ministero del digitale di Taiwan ha sconsigliato ai suoi dipartimenti governativi di utilizzare il servizio DeepSeek per "evitare rischi per la sicurezza delle informazioni". Lo stesso giorno, il governatore del Texas Greg Abbott ha emesso un divieto statale sui dispositivi forniti dal governo per DeepSeek, insieme a REDnote e Lemon8. L'accesso a DeepSeek è stato vietato sui dispositivi del New South Wales Department of Customer Service. Anche l'Australia ha vietato DeepSeek per i dispositivi governativi.